# Sven Höglund

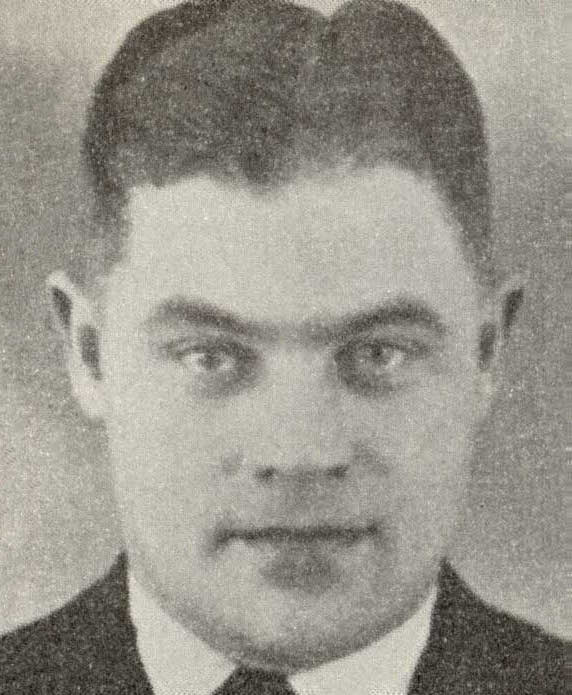
Sven Höglund

Sven Höglund (* 23. Oktober 1910 in Vendel; † 21. August 1995 in Upplands Väsby) war ein schwedischer Radrennfahrer und nationaler Meister im Radsport.

## Sportliche Laufbahn
Höglund war Teilnehmer der Olympischen Sommerspiele 1932 in Los Angeles.
Im olympischen Straßenrennen belegte er beim Sieg von Attilio Pavesi den 8. Rang. Die schwedische Mannschaft kam in der Mannschaftswertung auf den 3. Platz.  Mit Höglund gewannen Folke Nilsson, Arne Berg und Bernhard Britz die Bronzemedaille.
1935 und 1936 gewann er die nationale Meisterschaft in der Mannschaftswertung des Einzelzeitfahrens. Bei den Meisterschaften der Nordischen Länder wurde er 1933 Zweiter im Einzelrennen. Schweden gewann die Mannschaftswertung mit Höglund, Bernhard Britz, Folke Nilsson und Gustaf Svensson.